# 308
308是307與309之間的自然數。

## 在數學中
- 合數，正因數有1、2、4、7、11、14、22、28、44、77、154和308。
質因數分解為{\displaystyle 2^{2}\times 7\times 11}。
- 第72個過剩數，真因數和為364，盈度為56。前一個為306、下一個為312。
  - 第73個半完全數，和為本身的其中一組因數為2、 4、 7、 14、 22、 28、 77、 154。前一個為306、下一個為312。
- 第29個佩服數，相減後為本身的因數為28。前一個為282、下一個為318。
- 第86個十进制的哈沙德數。前一個為306、下一個為312。
- 十进制的奢侈數。

## 在天文
- NGC 308 是鲸鱼座的一個恆星。
- UGC 308是雙魚座的一個星系。
- M94的紅位移約為308 ± 1 km／s

## 交通上
- 308国道在中国的一条国道，起点为山东青岛，终点为河北石家庄。
- 308国道（日语：国道308号）也可以指日本的國道，起点为大阪市，终点为奈良市。
- 新界區專線小巴308M線是由棉記汽車營運的一條小巴線，行走浪翠園總站及青衣鐵路站，部份班次來回程繞經青嶼幹線訪客中心。
- 新界區專線小巴308A線是由棉記汽車營運的一條小巴線，行走碧堤半島及青衣鐵路站，袛於早上繁忙時間提供服務，為308M的輔助線。
- 标致308是一款由法国标致雪铁龙集团推出的紧凑型家用汽车。是该集团X08系列的第一种车型。

## 歷史上
- 《國史補》共308條，每一條目上均有五字標題，記載唐代開元至長慶之間一百年事

## 其他308相關項目
- 西元308年
- 西元前308年
- 3月8日
- 308nm准分子激光是以氯化氙（化学式：XeCl）为激光受激气体而产生的波长为 308nm 的紫外激光。
- .308 Winchester是步槍子彈，銅質被覆，鉛心蕊
- 308條款為2001年台灣音樂著作權相關團體針對有線電視頻道業者所發起的抵制行動。
- 桂姓是《百家姓》中排名第308位的中文姓氏。
- 信州區是中國江西省上饒市所轄的一個市轄區，總面積約為308平方公里。
- 在學校裡，308通常表示3年8班